# Ruta Estatal de California 75
La Ruta Estatal 75 es una, pequeña vía expresa de 13 milla (20,9 km) en San Diego. Es una ruta que enlaza la Interestatal 5 en la comunidad del Barrio Logan en San Diego y termina en la Interestatal 5 en el Sur de San Diego. Incluye al Puente del Coronado, un puente que atraviesa la Bahía de San Diego y se une con Coronado.
EstA designada como una ruta escénica en toda su longitud, pasando sobre la Bahía de San Diego y continuando por Silver Strand, una pequeña franja de tierra, antes de unirse con la Interestatal 5 en el Sur de San Diego.
La ruta es eligible para el Sistema Estatal de Carreteras Escénicas.

## Otros puntos de intereses
La Ruta 75 pasa por varios puntos de intereses en toda su longitud:
- United States Naval Radio Station
- Silver Strand State Beach
- United States Naval Amphibious Base

## Salida e intersecciones importantes
Toda la ruta se encuentra en el condado de San Diego.
| Ubicación | mileage | #                                               | Destinos                                                           | Notas                                           |
| --------- | ------- | ----------------------------------------------- | ------------------------------------------------------------------ | ----------------------------------------------- |
| San Diego | 8.93    |                                                 | Avenida Palm                                                       | Continuación más allá de la I-5                 |
| San Diego | 9.00    |                                                 | I 5 en San Diego                                                   | Interchange                                     |
| Coronado  | 13.97   |                                                 | Coronado Cays Boulevard                                            | Intercambio sur; intersección a desnivel norte  |
| Coronado  | R19.70  |                                                 | SR 282 (Tercera Calle) – North Island                              |                                                 |
| Coronado  | R20.14  |                                                 | Glorietta Boulevard                                                | Sin acceso a través de la Ruta Estatal 75       |
| Coronado  | R20.49  | Puente del Coronado sobre la Bahía de San Diego | Puente del Coronado sobre la Bahía de San Diego                    | Puente del Coronado sobre la Bahía de San Diego |
| San Diego | R20.49  | Puente del Coronado sobre la Bahía de San Diego | Puente del Coronado sobre la Bahía de San Diego                    | Puente del Coronado sobre la Bahía de San Diego |
|           | 13A     | Avenida National                                | Salida norte y entrada sur                                         |                                                 |
| R22.26    | 13      | I 5 en el Centro de San Diego                   | Salida norte y entrada sur; designada como 13A (sur) y 13B (norte) |                                                 |